# Nefon II (patriarcha Konstantynopola)
Nefon II, gr. Νήφων Β΄ (zm. 11 sierpnia 1508 na Athos) – ekumeniczny patriarcha Konstantynopola w latach 1486–1488, 1497–1498 i na krótko w 1502.

## Życiorys
Urodził się na Peloponezie. Przez jakiś czas przebywał na Górze Athos. Był też metropolitą Salonik. W 1486 został wybrany patriarchą Konstantynopola wsparty finansowo przez bogatych władców Wołoszczyzny. Po osiemnastu miesiącach został zesłany na jedną z wysp na Morzu Czarnym. W 1497 został wybrany po raz drugi, ponownie za łapówkę zapłacona przez hospodara Wołoszczyzny. Jego panowanie trwało tylko do sierpnia 1498 r.; wtedy został ponownie obalony. Na tron wstąpił wtedy Joachim I poparty łapówką króla Gruzji Konstantyna II. Został zesłany do Adrianopola. Został jednak wykupiony przez hospodara Wołoszczyzny. W latach 1503–1505 faktycznie sprawował władzę nad tamtejszym Kościołem. Po raz trzeci został wybrany przez Święty Synod w Konstantynopolu, ale odmówił przyjęcia nominacji. Powrócił na Górę Athos, gdzie zmarł 11 sierpnia 1508. Jest czczony jako święty w Kościele prawosławnym. Jego święto jest 11 sierpnia.